# Relé térmico

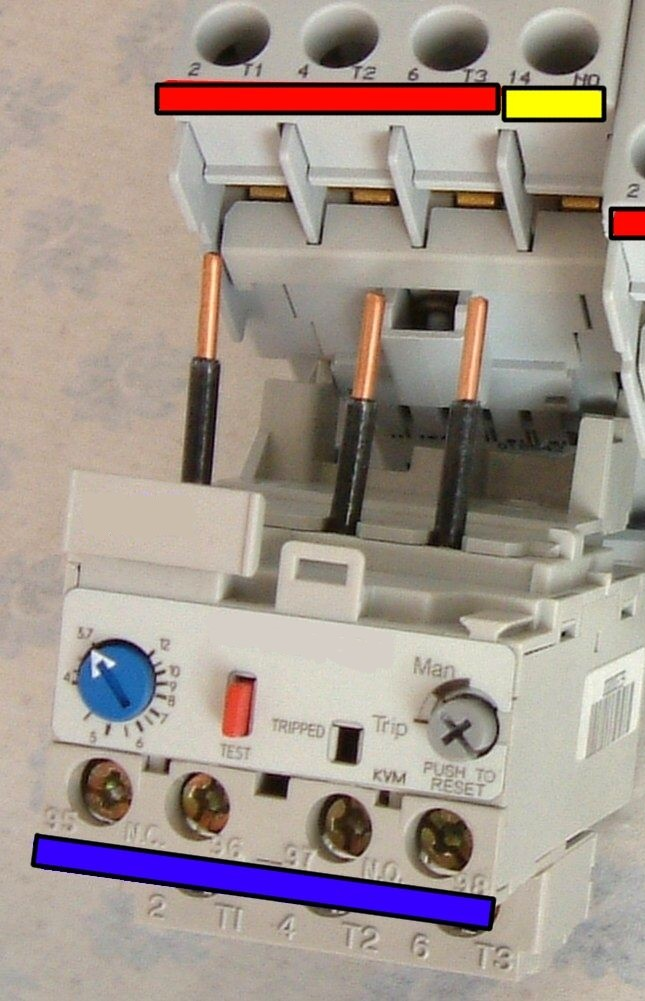
Relé térmico.

Los relés térmicos o relevotermico de sobrecarga son los aparatos más utilizados para proteger los motores contra las sobrecargas débiles y prolongadas. Se pueden utilizar en corriente alterna o continua. 
Este dispositivo de protección garantiza:
- optimizar la durabilidad de los motores, impidiendo que funcionen en condiciones de calentamiento anómalas.
- la continuidad de explotación de las máquinas o las instalaciones evitando paradas imprevistas.
- volver a arrancar después de un disparo con la mayor rapidez y las mejores condiciones de seguridad posibles para los equipos y las personas.

## Características
Sus características más habituales son:

### Compensados
La curvatura que adoptan las biláminas no solo se debe al recalentamiento que provoca la corriente que circula en las fases, sino también a los cambios de la temperatura ambiente. Este factor ambiental se corrige con una bilámina de compensación sensible únicamente a los cambios de la temperatura ambiente y que está montada en oposición a las biláminas principales.
Cuando no hay corriente, la curvatura de las biláminas se debe a la temperatura ambiente. Esta curvatura se corrige con la de la bilámina de compensación, de tal forma que los
cambios de la temperatura ambiente no afecten a la posición del tope de sujeción. Por lo tanto, la curvatura causada por la corriente es la única que puede mover el tope provocando el disparo.
Los relés térmicos compensados son insensibles a los cambios de la temperatura ambiente, normalmente comprendidos entre –40 °C y + 60 °C.

### Sensibles a una pérdida de fase
Este es un  dispositivo que provoca el disparo del relé en caso de
ausencia de corriente en una fase (funcionamiento monofásico). Lo componen dos regletas que se mueven solidariamente con las biláminas. La bilámina correspondiente a la fase no alimentada no se deforma y bloquea el movimiento de una de las dos regletas, provocando el disparo.
Los receptores alimentados en corriente continua se pueden proteger instalando en serie dos biláminas que permiten utilizar relés sensibles a una pérdida de fase.

### Rearme automático o manual
El relé de protección se puede adaptar fácilmente a las diversas condiciones de explotación eligiendo el modo de rearme Manual o Auto (dispositivo de selección situado en la parte frontal del relé), que permite tres procedimientos de rearranque:
- Las máquinas simples que pueden funcionar sin control especial y consideradas no peligrosas (bombas, climatizadores, etc.) se pueden rearrancar automáticamente cuando se enfrían las biláminas en un determinado lapso de tiempo.
- En los automatismos complejos, el rearranque requiere la presencia de un operario por motivos de índole técnica y de seguridad. También se recomienda este tipo de esquema para los equipos de difícil acceso.
- Por motivos de seguridad, las operaciones de rearme del relé en funcionamiento local y de arranque de la máquina debe realizarlas obligatoriamente el personal cualificado.

### Graduación en “amperios motor”
Visualización directa en el relé de la corriente indicada en la placa de características del motor.
Los relés se regulan con un pulsador que modifica el recorrido angular que efectúa el extremo de la bilámina de compensación para liberarse del dispositivo de sujeción que mantiene el relé en posición armada.
La rueda graduada en amperios permite regular el relé con mucha precisión. La corriente límite de disparo está comprendida entre 1,05 y 1,20 veces el valor indicado.

## Principio de funcionamiento de los relés térmicos
Los relés térmicos  poseen tres biláminas compuestas cada una por dos metales con coeficientes de dilatación muy diferentes unidos mediante laminación y rodeadas de un bobinado de calentamiento.
Cada bobinado de calentamiento está conectado en serie a una fase del motor. La corriente absorbida por el motor calienta los bobinados, haciendo que las biláminas se deformen en mayor o menor grado según la intensidad de dicha corriente. La deformación de las biláminas provoca a
su vez el movimiento giratorio de una leva o de un árbol unido al dispositivo de disparo.
Si la corriente absorbida por el receptor supera el valor de reglaje del relé, efectuado previamente mediante el selector de corriente incorporado en el mismo, las biláminas se deformarán lo bastante como para que la pieza a la que están unidas las partes móviles de los contactos se libere del tope de sujeción. Este movimiento causa la apertura brusca del contacto del relé intercalado en el circuito de la bobina del contactor y el cierre
del contacto de señalización. El rearme no será posible hasta que se enfríen las biláminas.

## Clases de disparo

Curvas de disparo.

Los relés térmicos se utilizan para proteger los motores de las sobrecargas, pero durante la fase de arranque deben permitir que pase la sobrecarga temporal que provoca el pico de corriente, y activarse únicamente si dicho pico, es decir la duración del arranque, resulta excesivamente larga.
La duración del arranque normal del motor es distinta para cada aplicación; puede ser de tan solo unos segundos (arranque en vacío, bajo par resistente de la máquina
arrastrada, etc.) o de varias decenas de segundos (máquina arrastrada con mucha inercia), por lo que es necesario contar con relés adaptados a la duración de arranque. La norma IEC 947-4-1-1 responde a esta necesidad definiendo tres tipos de disparo para los relés de protección térmica:
• Relés de clase 10: válidos para todas las aplicaciones corrientes con una duración de arranque inferior a 10 segundos o menos al 600% de su corriente nominal
• Relés de clase 20: admiten arranques de hasta 20 segundos de duración o menos al 600% de su corriente nominal.